# Helmut Peters (Mediziner)
Helmut Peters (* 25. September 1951 in Berlin) ist ein deutscher Arzt (Kinderneurologie).

## Leben und Wirken
Nach dem Abitur in Darmstadt studierte Helmut Peters an der Johann Wolfgang Goethe-Universität Frankfurt am Main Medizin. Er promovierte 1977 mit der Arbeit „EEG-Intervallanalyse bei gesunden Erwachsenen nach Einnahme von Carbamazepin, Diphenylhydantoin und Primidon“ zum Dr. med. Seine ärztliche Weiterbildung absolvierte Peters an der Johannes Gutenberg-Universität Mainz. 1984 erhielt er die Anerkennung als Facharzt für Kinder- und Jugendmedizin, 1996 die Schwerpunktbezeichnung Neonatologie, 2008 Neuropädiatrie.
Ab 1984 arbeitete Peters am Kinderneurologischen Zentrum Mainz, dessen stellvertretender Ärztlicher Leiter er 1989 wurde. 1997 wurde er der Ärztliche Direktor des Zentrums, dann im organisatorischen Rahmen des Landeskrankenhauses Rheinland-Pfalz. Er engagierte sich in zahlreichen Organisationen der Selbsthilfe, der ärztlichen Weiterbildung, der Frühförderung und der Berufspolitik (Marburger Bund, Landesärztekammer Rheinland-Pfalz, Deutscher Ärztetag). 2018 ging Peters in den Ruhestand.
2022 wurde Peters mit der Paracelsus-Medaille ausgezeichnet, der höchsten Auszeichnung der deutschen Ärzteschaft. Laut der Laudatio habe sich Peters um verschiedene Felder verdient gemacht: die Anwendung des Ultraschalls in der Kinderheilkunde oder die ambulante Versorgung von Kindern mit Spina bifida und anderen angeborenen Störungen des Nervensystems. Besonders hervorgehoben wird Peters’ Engagement für die Institutionalisierung der Transition, also des Übergangs von Kindern mit besonderem medizinischen Bedarf in die Erwachsenenmedizin, wo oft entsprechende Expertise fehlt. 2009 wurde auf das Bestreben von Peters und Mitstreitern hin das Fünfte Buch Sozialgesetzbuch dahingehend angepasst, dass die Versorgung auch von erwachsenen Menschen mit Behinderungen nach dem Vorbild Sozialpädiatrischer Zentren von den gesetzlichen Krankenkassen zu finanzieren sei. Entsprechend wurde am Kinderneurologischen Zentrum Mainz ein Medizinisches Zentrum für Erwachsene mit Behinderung eingerichtet.
Peters können in der Zitations-Datenbank Scopus mehrere Profile zugeordnet werden, er hat einen h-Index von mindestens 8 (Stand Mai 2024).